# نوجوان آمریکایی
«نوجوان آمریکایی» (به انگلیسی: American Teenager) ترانه‌ای از خواننده-ترانه‌پرداز آمریکایی اتل کین می‌باشد که نخستین آلبوم استودیویی وی تحت عنوان دختر واعظ (۲۰۲۲) قرار دارد و در ۲۱ آوریل سال ۲۰۲۲ منتشر گردید. تهیه‌کنندگی و نویسندگی این ترانه برعهده وی و استیون مارک کولیر بوده‌است. موزیک ویدئوی این ترانه با کارگردانی خود کین سه ماه پس از انتشار «نوجوان آمریکایی» در ۲۱ ژوئیهٔ سال ۲۰۲۲ منتشر گردید.